# Northwood (Iowa)
Northwood es una ciudad ubicada en el condado de Worth en el estado estadounidense de Iowa. En el Censo de 2010 tenía una población de 1989 habitantes y una densidad poblacional de 204,08 personas por km².

## Geografía
Northwood se encuentra ubicada en las coordenadas 43°26′39″N 93°13′00″O / 43.44417, -93.21667. Según la Oficina del Censo de los Estados Unidos, Northwood tiene una superficie total de 9.75 km², de la cual 9.75 km² corresponden a tierra firme y (0%) 0 km² es agua.

## Demografía
Según el censo de 2010, había 1989 personas residiendo en Northwood. La densidad de población era de 204,08 hab./km². De los 1989 habitantes, Northwood estaba compuesto por el 97.29% blancos, el 0.45% eran afroamericanos, el 0.15% eran amerindios, el 0.1% eran asiáticos, el 0% eran isleños del Pacífico, el 0.9% eran de otras razas y el 1.11% pertenecían a dos o más razas. Del total de la población el 2.26% eran hispanos o latinos de cualquier raza.